# Alcácer do Sal
Alcácer do Sal là một huyện thuộc tỉnh Setúbal, Bồ Đào Nha. Huyện này có diện tích 1502 km², dân số thời điểm năm 2001 là 14287 người.